# Su Hanchen

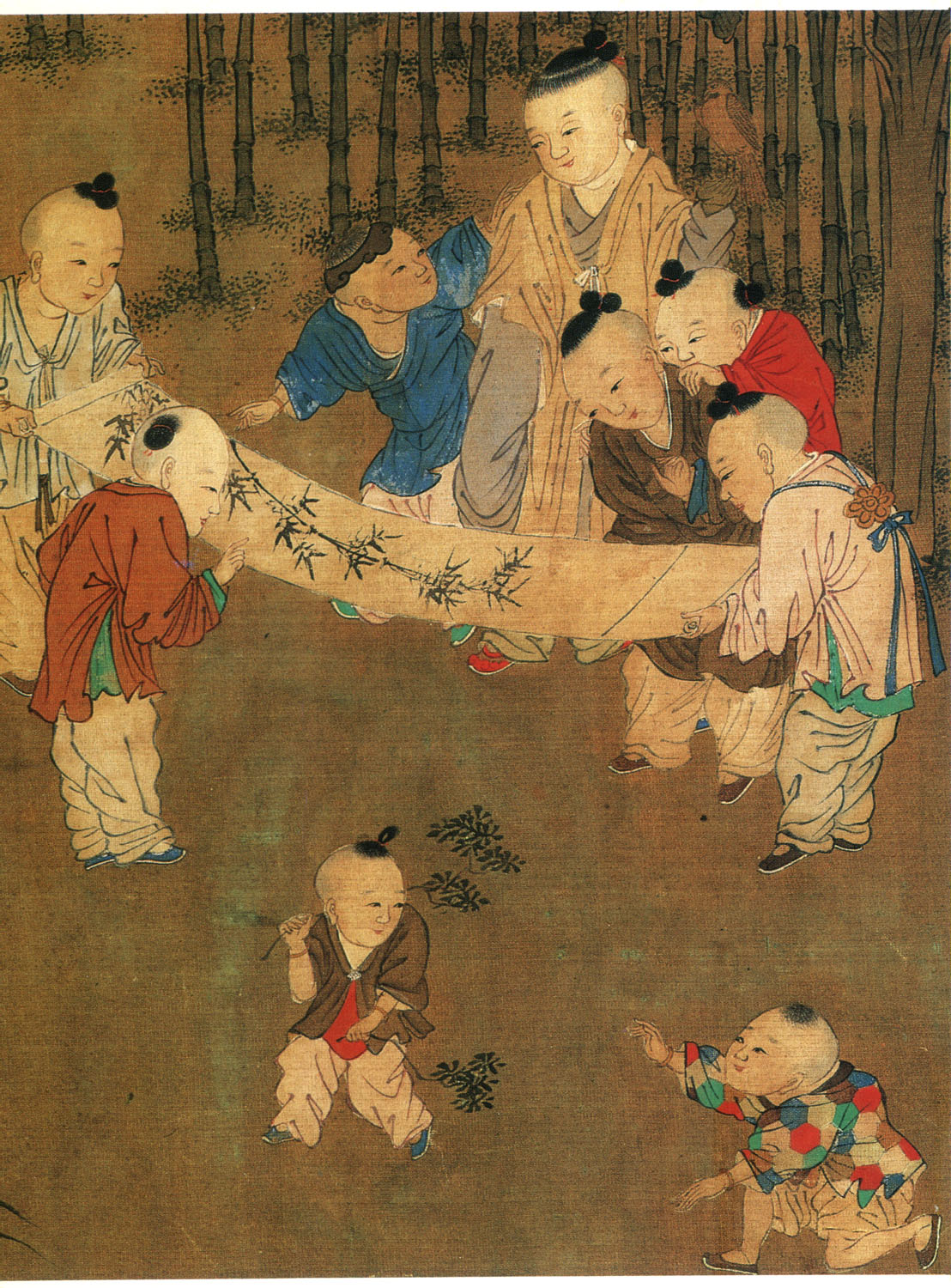
Colporteur et enfants jouantpar Su Hanchen.

Su Hanchen ou Sou Han-Tch'en ou Su Hanch'ēn est un peintre chinois du XIIe siècle, originaire de Kaifeng (Ville-préfecture de l'est de la province du Henan). Ses dates de naissance et de décès ne sont pas connues, mais on sait que sa période d'activité se situe sous le règne de l'empereur Song Huizong.

## Biographie
Tout d'abord membre de l'Académie Impériale de Peinture des Song du Nord, à Kaifeng, sous le règne de l'empereur Song Huizong, Su Hanchen continue d'être peintre officiel à la cour des Song du Sud à Hangzhou, sous le règne de l'empereur Gaozong, voire sous celui de Xiaozong, après 1163.

Il est connu comme le peintre de figures, dans le style de Liu Zonggu et il est particulièrement célèbre pour ses représentations d'enfants.

## Musées
- Boston (Mus. of Fine Arts) :

Colporteur et enfants par Su Hanchen.

  - Femme à la toilette, couleurs sur soie, éventail.
- Pékin (Mus. du Palais):
  - Colporteur et enfants, rouleau en longueur signé.
  - Deux garçons jouant avec un crabe, éventail, attribution.
- Stockholm  (Nat. Mus.):
  - Colporteur de jouets entouré de six enfants, cachet de Zhao Mengfu, œuvre tardive.
- Taipei (Nat. Palace Mus.):
  - Deux enfants jouant, encre et couleurs sur soie, rouleau en hauteur.
  - Colporteur avec une brouette et six enfants jouant, attribution.
  - Festival du bateau-dragon et enfants masqués jouant.
  - Festival du bateau-dragon, vingt-cinq enfants jouant.
  - Huit enfants jouant avec des jouets et des masques devant un pavillon, cachet de Tang Yin et poème de Qing Qianlong.
- Tōkyō (Musée Nezu, « web »(Archive.org • Wikiwix • Archive.is • Google • Que faire ?) ):
  - Colporteur de jouets entouré d'enfants jouant, quatre rouleaux en hauteur, couleurs sur soie, attribution.
- Washington DC (Freer Gallery of Art):
  - Ami-thabha accueillant des âmes au paradis de l'ouest, inscription portant le nom du peintre et une date: 1164.